# Portugalska kolonialna arhitektura
Portugalska kolonialna arhitektura se nanaša na različne sloge portugalske arhitekture, zgrajene po celotnem portugalskem imperiju (vključno s Portugalsko). Številne nekdanje kolonije, zlasti Brazilija, Makav in Indija, promovirajo svojo portugalsko arhitekturo kot glavne turistične atrakcije, številne pa so na Unescovem seznamu svetovne dediščine. Portugalsko kolonialno arhitekturo je mogoče najti v množici nekdanjih kolonij po vsej Južni Ameriki, Severni Afriki, Podsaharski Afriki, Indiji, Oceaniji in Vzhodni Aziji.

## 15. stoletje
V 15. stoletju je Portugalski imperij postavil svoje temelje po vsem svetu kot prvo moderni kolonialni imperij na svetu in kar bi bilo najdaljše. Imperij je nastal leta 1415, ko so sile infanta Henriqueja iz Aviza, »pomorščaka«, zavzele Ceuto. Ta ključna zmaga je začela stoletje portugalske ekspanzije in kolonizacije afriške celine. V severni Afriki so Portugalci osvojili Ceuto (1415), Alcácer Ceguer (1458), Arzilo (1471), Tanger (1471), Mazagão (1485), Ouadane (1487), Safim (1488) in Gracioso (1489). V podsaharski Afriki so Portugalci ustanovili in kolonizirali Anguim (1455), Zelenortske otoke (1462), Sveti Tomaž in Princ (1470), Annobón (1474), Fernando Pó (1478), São Jorge da Mina (1482), portugalsko Zlato obalo (1482) in Mascarenhas (1498). Bilo je tudi v 15. stoletje, ko so Portugalci ustanovili portugalsko Indijo, osvojili Lakedive in se izkrcali v Calicutu, oboje leta 1498. Leta 1432 in 1420 bi imperiju dodali tudi Azore in Madeiro.
V 15. stoletju se je Portugalski imperij širil in postavljal svoje temelje, kolonialna arhitektura tega obdobja pa je bila zgrajena po militaristični in funkcionalni osnovi. Večino portugalskih kolonij so branile vojaške utrdbe, ki so danes vrhunec portugalske kolonialne arhitekture tistega obdobja. Utrdba São Jorge da Mina je dobro ohranjen primer portugalske kolonialne arhitekture iz 15. stoletja. Utrdba se je začela graditi leta 1482 in je bila dolgo časa najbolj izpopolnjena in neprebojna utrdba v podsaharski Afriki. Kot mnogi portugalski gradovi in kolonialne utrdbe tistega časa je bila utrdba zgrajena v treznem in funkcionalnem slogu, pri čemer je bila bolj pomembna obrambnost kot videz. V notranjosti večine portugalskih kolonialnih utrdb 15. stoletja so poudarki guvernerjevih dvorcev in cesarskih upravnih stavb vključevali občasne gotske in manuelinske portale, vodnjake ali okna.
Poleg vojaške arhitekture je bila verska arhitektura pomembna zvrst zanimanja za portugalsko kolonialno arhitekturo 15. stoletja. Ker je bila verska ekspanzija hrbtenica portugalske imperialne ekspanzije, so mnoge najstarejše krščanske cerkve v Afriki v tem času ustanovili Portugalci. Stolnica v Funchalu, najstarejša stolnica v Afriki, zgrajena leta 1491, je dober primer portugalske kolonialne verske arhitekture. V 15. stoletju je bila večina portugalskih kolonialnih verskih stavb, podobno kot tiste za vojaške in civilne namene, zgrajena trezno in z malo ekstravagance. Portugalske kolonialne cerkve iz 15. stoletja, ne glede na to, kako trezne so bile, so bile središče večine številnih portugalskih kolonij v tistem času in so bile zato običajno najbolj okrašene stavbe v koloniji, ki je v tem obdobju pomenila podroben portal ali okno. Stolnica v Funchalu najbolje ponazarja portugalsko kolonialno cerkev 15. stoletja s svojimi visokimi in trdnimi cerkvenimi zidovi, podobnimi trdnjavi, s podrobnim gotskim portalom in rozeti.
- Stolp Castelo Branco ok. 1471, Azori
- Stolnica v Funchalu, ok. 1491, Madeira
- Trdnjava El Jadida (Mazagão), ok. 1485, Maroko
- Cerkev sv. Antona, ok. 1498, Mozambik
- Utrdba São João Arzila, ok. 1475, Maroko
- Cerkev naše Gospe Rosário, ok 1495, Zelenortski otoki
- Utrdba São Jorge da Mina, ok. 1482, Gana
- Cerkev sv. Mihaela, ok. 1460, Azori

## 16. stoletje
V 16. stoletju je bil Portugalski imperij največji in najbogatejši evropski kolonialni imperij, Portugalska pa ena najpomembnejših evropskih držav. V prvem letu stoletja, 1500, so Portugalci ustanovili kapetanske kolonije Brazilija v Južni Ameriki, koloniji Terra Nova in Labrador v Severni Ameriki, trgovski koloniji Cochim v Indiji in Melinde v Podsaharski Afriki. To stoletje je resnično utrdilo portugalsko trdnjavo pri trgovini z začimbami z ozemeljskimi širitvami v portugalski Indiji, z zavzetjem ključnih mest, kot so med drugim Calecute (1512), Bombaim (1534), Baçaím (sodobni Vasai-Virar) (1535) in Salsete (1534). V 16. stoletju se je začela tudi portugalska kolonizacija Amerik, ki je ustanovila tri severnoameriške kolonije in trinajst južnoameriških kolonij, vendar se je do konca stoletja skupno število kolonij zmanjšalo na štiri zaradi vključitve v mega kolonije. Na daljnem vzhodu so Portugalci leta 1537 ustanovili portugalski Makav in leta 1596 portugalski Timor. Do konca stoletja je bil Portugalski imperij izjemno obsežen imperij, ki se je raztezal od portugalske Malake v vzhodni Aziji do generalnega guvernerja Brazilije v Južni Ameriki, do Hormuza v Perzijskem zalivu in Mombase v podsaharski Afriki. Širitev imperija, tako teritorialno kot gospodarsko, je močno vplivala na portugalsko kolonialno arhitekturo.
Tako kot v 15. stoletju je bila portugalska kolonialna arhitektura v 16. stoletju zgrajena za največjo funkcionalnost in namen. Za razliko od prejšnje dobe pa portugalska kolonialna arhitektura 16. stoletja ni preskočila estetike, da bi sledila funkcionalnosti, namesto tega je bila prvič sposobna resnično ogroziti dva ideala lepote in funkcije, ideal, ki je vztrajen skozi vso portugalsko renesanso. Kot v večini obdobij so bile vojaške zgradbe tistega obdobja običajno velike utrdbe, vendar je portugalska kolonialna arhitektura 16. stoletja videla tudi ustvarjanje upravnih palač in guvernerjevih dvorcev v teh utrdbah, ki so bile zgrajene na način, ki je ustrezal potrebam, pa tudi okusu in slogu, na drugačni ravni kot prej. Dober primer portugalske kolonialne vojaške utrdbe s prenočišči v palači je Forte dos Reis Magos v Natalu v Braziliji. Utrdba stoji na robu oceana, na strateški lokaciji za napade s kopnega in morja in je v svoji zunanji fasadi popolnoma trezna. V notranjosti pa je bil Guvernerjev dvorec zgrajen v preprostem, a takrat elegantnem slogu Alentejo, ki izvira iz južne Portugalske.
Poleg povečane prefinjenosti portugalske kolonialne vojaške arhitekture v 16. stoletju je verska arhitektura dosegla raven, ki je v Portugalskem imperiju še nikoli ni bilo. Ogromno bogastvo Portugalske iz njenega imperija, predvsem iz trgovine z začimbami, je spodbudilo njeno zgodovinsko versko vnemo za spreobrnitev nekristjanov. Portugalska Indija v 16. stoletju je bila kulturna in gospodarska sila in to je v kombinaciji z inkvizicijo Goa, podskupino portugalske inkvizicije, ustvarilo glavno sodišče portugalske renesanse, očitno v ogromnih in dodelanih cerkvah epohe. Stolnica v Goi, stolnica za portugalsko Indijo, uteleša večino tega, za kar je stala portugalska kolonialna verska arhitektura. Zgrajena je bila v spomin na krščansko zmago Afonsa de Albuquerqueja nad muslimani, stavba pa je zgrajena v veličastnem portugalskem klasičnem slogu. Visoki zvoniki in podrobni portal ter okna so značilni za portugalske cerkve in želijo prikazati krščansko, še pomembneje portugalsko, prevlado območja, glavno temo portugalske kolonialne verske arhitekture 16. stoletja.
- Utrdba Reis Magos; ok. 1598, Brazilija
- Katedrala v Goi; ok. 1510, Indija
- Castelo Real iz Mogadorja ok. 1506, Maroko
- Cerkev São Francisco; ok. 1517, Indija
- mestna palača Salvador; ok. 1549, Brazilija
- kapela Naše Gospe de Baluarte; ok. 1522, Mozambik
- Santa Casa da Misericórdia; ok. 1569, Macao

## 17. stoletje
Za Portugalski imperij je bilo 17. stoletje čas melioracije in postopnega povečevanja. Po nizozemsko-portugalski vojni so Portugalci ponovno pridobili ozemlja, ki so jih Nizozemci zasedli v času Iberske unije. V Indiji portugalska ozemlja niso bila več edina močna Evropejka v regiji in tamkajšnje kolonije so se minimalno razširile, São Tomé de Meliapor (1687), kot tudi prenos Bombaima Britancem (1661), kot del dote Katarine Braganze. V Afriki so se Portugalci razširili vzdolž obale, s São João Baptista de Ajudá (1680) in Bissau (1687) ter v notranjost z Ziguinchorjem (1645). Središče in žarišče portugalskih imperialnih ambicij v 17. stoletju je bila portugalska Amerika. Z opustitvijo Barbadosa leta 1620 in prestrukturiranjem generalnega guvernerstva Brazilije leta 1621 so bile portugalske kolonialne posesti v Ameriki ponovno vzpostavljene v dve kolonialni državi, državo Brazilijo in državo Maranhão. Z ustanovitvijo kolonije Santíssimo Sacramento leta 1680 so Portugalci pridobili znatne ozemeljske pridobitve v Južni Ameriki. Širitev, skupaj z bogastvom iz brazilske zlate mrzlice, je spodbudila novo raven portugalske kolonialne arhitekture v portugalski Ameriki, ki je temeljila bolj na razkošju in bogastvu kot na treznih in konservativnih slogovnih osnovah 16. stoletja.
Sprva je bilo 17. stoletje težko obdobje za Portugalski imperij, saj je prek portugalske obnovitvene vojne končal Ibersko unijo in nato vstopil v nizozemsko-portugalsko vojno. Zaradi nenehnih vojaških akcij po celotnem imperiju je bil velik del portugalske kolonialne arhitekture 17. stoletja gradnja baročnih, znanstveno zasnovanih utrdb. Dober primer portugalske kolonialne vojaške arhitekture iz 17. stoletja je utrdba in obrambno obzidje kolonije Santíssimo Sacramento. Značilno za to dobo so utrdbe Santíssima Sacramenta v celoti obkrožale mesto in so imele dostop samo na tri poti, dvoja vlečna vrata na ozemlje in pristanišče mesta, kot je bila strukturirana večina portugalskih kolonialnih mest. V 17. stoletju je bilo tudi obdobje okrepljenega urbanističnega načrtovanja v portugalskih kolonialnih območjih, ki so oblikovala kolonialna mesta in utrdbe po idealih in načelih razsvetljenstva.
Čeprav je bilo 17. stoletje burno obdobje za Portugalski imperij, polno spopadov, osvajanj in zmede, se je pojavila povečana verska vnema, ki je podpirala in upravičevala dejanja portugalskih imperialnih sil. Versko portugalsko kolonialno arhitekturo tistega časa je zaznamovala veličina in prikaz verskega pomena ter bogastva. Večina cerkva in drugih verskih objektov v tem obdobju je bila zgrajena v prehodni fazi med manierizmom in barokom. Dober primer portugalske kolonialne cerkve iz tega obdobja je cerkev Božje previdnosti São Caetano, 1639, Indija. Cerkev, ki je bila manieristično-baročni križanec, je ukazal zgraditi Pedro da Silva, podkralj Indije, da bi prikazal portugalsko bogastvo in integracijo ozemlja kot pomembne portugalske kolonije. Številne portugalske kolonialne cerkve iz 17. stoletja so bile zgrajene, da bi predstavile moč in bogastvo portugalskega imperija na določenem območju, razen verske uporabe, in pomembnejša ko je kolonija, bolje je zasnovan in veličastnejši je cerkev ali samostan.
- Utrdba S. Cruz da Barra; ok. 1612, Brazilija
- Cerkev São Caetano; ok. 1639, Indija
- Guvernerjeva palača; ok. 1610, Mozambik
- Salvadorska stolnica; ok. 1676, Brazilija
- Utrdba São Jerônimo; ok. 1614, Indija
- Cerkev Naše Gospe Pilar; ok. 1696, Brazilija
- Utrdba St. Sacramento; ok. 1680, Urugvaj
- Samostan São Bento ok. 1633, Brazilija

## 18. stoletje
18. stoletje je bilo obdobje velike ekspanzije Portugalskega imperija. V portugalski Ameriki sta se država Brazilija in država Maranhão razširili proti zahodu, kar je leta 1751 vodilo do prestrukturiranja Maranhãa v mega-kolonijo zvezne države Grão-Pará in Maranhão. Leta 1772 se je portugalska Amerika ponovno razširila in prestrukturirala, kar razdeli zvezni državi Grão-Pará in Maranhão na zvezni državi Grão-Pará in Rio Negro ter zvezni državi Maranhão in Piauí. Medtem je bila kolonija Santíssimo Sacramento večji del stoletja sporna med Portugalci in Španci, kar je ustvarilo nelagodne razmere v tej koloniji. V portugalski Indiji sta ozemeljska osvajanja in diplomacija leta 1779 ustvarila kolonijo Dadrá e Nagar-Aveli. V portugalski Afriki so se imperialne posesti razširile na vzhodno celinsko obalo s ponovno osvojitvijo Mombase leta 1728, ki je bila izgubljena leta 1698. Lizbonski potres leta 1755 je opustošil Kraljevino Portugalsko in njeno prestolnico Lizbono, zato je večina imperialnih sredstev šla metropolitanski Portugalski za obnovo porušene prestolnice in njenih kraljestev. Izguba nekaterih sredstev je na začetku ovirala portugalsko kolonialno arhitekturo v 18. stoletju, vendar so veliki rudniki zlata v portugalski Ameriki in donosna trgovina s sužnji v portugalski Afriki omogočili obdobje relativnega bogastva in spodbudili umetnost.
V 18. stoletju je portugalska kolonialna vojaška arhitektura rasla enakomerno, z znanstvenimi preboji in inženirskim napredkom, vendar je zasenčena z novim vrhuncem portugalske kolonialne civilne arhitekture, ki se je razširila zaradi obdobja miru in velikega bogastva Portugalskega imperija. V tem obdobju je severni portugalski barok, slog, ki izvira iz regij Porto in Beira na severu Portugalske, postal prednostni slog za portugalsko kolonialno civilno arhitekturo. V 18. stoletju so portugalske kolonije v Južni Ameriki pridobile svoj pomen v imperiju z na novo najdenim zlatom in diamanti, ustvarjenih pa je bilo veliko velikih palač, javnih stavb in spomenikov, vključno s Passeio Público, 1779, najstarejšim javnim park v Ameriki. Dober primer portugalske kolonialne meščanske stavbe iz tega obdobja je palača brazilskih podkraljev v Riu de Janeiru. Palača, zgrajena leta 1738 za državnega podkralja Brazilije, predstavlja slog portugalskega kolonialnega baroka v civilni uporabi s svojimi pobeljenimi zunanjimi stenami in preprostimi baročnimi okni in portali iz sivega kamna.
Podobno kot v portugalski kolonialni civilni arhitekturi, je verska večinoma uporabljala severno portugalski baročni slog kot osnovo za večino arhitekturnih projektov. Kolonialne cerkve tega obdobja so doživele obdobje nikoli prej videne razkošnosti in presežkov. Bogato okrašena baročna zunanjost iz sivega in rjavega kamna na belo opranih stenah je bila enaka visoki zasnovi z njihovo zlato pozlačeno notranjostjo z zapleteno poslikanimi stropi in azulejo. Tipizacija portugalske kolonialne verske arhitekture tega obdobja je cerkev sv. Frančiška Asiškega v Ouro Pretu. Cerkev, ki jo je zasnoval slavni portugalski kolonialni arhitekt Antônio Francisco Lisboa, svojim obiskovalcem oznanja bogastvo Portugalskega imperija in Božji blagoslov nad njim, saj mu omogoča dostop do ogromnega bogastva kolonialne Brazilije. Okrašen dvonadstropni portal je tipičen za to dobo, medtem ko je zaobljeni načrt cerkve edinstven za portugalsko kolonialno arhitekturo v Braziliji. Baročni zaobljeni vrhovi, ki se na koncu sploščijo, so pogosti v vsej portugalski kolonialni arhitekturi, tako verski kot državljanski, tako v Braziliji kot v ostalem Portugalskem imperiju.
- cerkev sv. Frančiška Asiškega v Ouro Pretu, ok. 1766, Brazilija
- Stavba Leal Senado ok. 1784, Makav
- Cerkev Naše Gospe Candelária; ok. 1775, Brazilija
- Mestna hiša Ouro Preto; ok. 1780, Brazilija
- Cerkev S. Domingos; ok. 1707, Makav
- Palača guvernerjev; ok. 1714, Brazilija
- Cerkev Svete Ane; ok. 1707, Goa
- Palača podkraljev; ok. 1743, Brazilija

## 19. Stoletje
- Kraljeva palača São Cristovão; ok. 1816, Brazilija
- Goa Medical College; ok. 1842, Indija
- Sedež vlade Makavu; ok. 1849, Macao
- Gledališče Dom Pedro V; ok. 1860, Macao
- Mavrske vojašnice; ok. 1874, Makav
- Tržnica Mindelo; 1878, Zelenortski otoki
- Palača de Ferro; okb. 1885, Angola

## 20. stoletje
- Naravoslovni muzej; ok. 1913, Mozambik
- Mestna hiša Bolama ok. 1919, Gvineja Bissau
- Šola Venilale; ok. 1933, Vzhodni Timor
- Stolnica v Maputu; ok. 1944, Mozambik
- Mestna hiša Maputo; ok. 1947, Mozambik
- Srednja šola v Maputu; b. 1952, Mozambik
- Narodna banka Angole; ok. 1956, Angola
- Stavba Abreu Santos e Rocha; ok. 1956, Mozambik
- Centralna bolnišnica Maputo; ok. 1958, Mozambik
- Srednja šola Praia; ok. 1960, Zelenortski otoki
- Polanska cerkev; ok. 1962, Mozambik
- Železniška postaja Beira; ok. 1966, Mozambik